# Michel Clerc (archéologue)
Pour les articles homonymes, voir Clerc.
Ne doit pas être confondu avec Michel Clerc (journaliste et écrivain).
Michel Armand Edgar Anatole Clerc (né le 29 janvier 1857 à Chalon-sur-Saône et mort le 3 novembre 1931 à Aix-en-Provence) est un archéologue, historien et professeur français, spécialiste de la Grèce antique.

## Biographie
Entré à l’École normale supérieure en 1877, il obtient une agrégation d'histoire et devient membre de l'École française d'Athènes (1880-1883). Il mène des reconnaissances épigraphiques et fouille l'Héraion de Samos. Avec Pierre Paris, il explore l'Asie Mineure et y recueille matières pour sa thèse sur les métèques athéniens qui fut très remarquée à l'époque.
Maître de conférences à la Faculté des lettres d'Aix-en-Provence (1883), il se consacre alors à l'histoire de sa région et obtient en 1895 la création d'une chaire d'histoire de la Provence. La même année, il est nommé directeur du Musée archéologique de Marseille, poste qu'il occupera jusqu'en 1928. Directeur aussi du Musée Borély, il encourage les recherches de terrain et confie la rédaction de catalogues des collections à des spécialistes comme Gaston Maspero et Wilhelm Froehner.
Les fouilles qu'il dirige dans la montée de la Tourette à Marseille mirent en évidence le nombre important de céramiques grecques pour le VIIe et le début du VIe siècle, démontrant ainsi que l'archéologie confirme l'histoire : l'alliance des Carthaginois et des Étrusques en 535 av. J.-C. a bien entraîné l’isolement de Massalia. Il étudie aussi avec Camille Jullian la statuaire des oppida salyens d'Entremont, Baou Roux et Roquepertuse qu'ils explorent ensemble.
Le 18 mai 1899, il est élu à l'Académie de Marseille, et en 1909, il devient correspondant de l'Académie des inscriptions et belles-lettres.

## Travaux
- Les Métèques athéniens. Étude sur la condition légale, la situation morale et le rôle social et économique des étrangers domiciliés à Athènes, 1893
- De Rebus Thyatirenum, commentatio epigraphica, 1893
- Leçon d'ouverture de la chaire départementale d'histoire de Provence, 1895
- De l'histoire considérée comme science, 1900-1901
- Les Phéniciens dans la région de Marseille avant l'arrivée des Grecs, in Revue historique de Provence, 1901
- Découvertes archéologiques à Marseille, avec la collaboration de Gustave Arnaud d'Agnel, 1904
- L'Archéologie ligure, 1904
- Aquae Sextiae, histoire d'Aix-en-Provence dans l'Antiquité, 1916
- Le Sanctuaire pré-romain de Roquepertuse à Velaux, 1927
- Massalia, histoire de Marseille dans l'Antiquité. Des origines à la fin de l'Empire romain d'Occident (476 apr. J.-C.), 2 vol., 1927-1929

## Récompense
Il reçoit le grand prix Gobert de l'Académie française pour son Massalia, histoire de Marseille dans l'Antiquité (1929).